# Thunbergia oblongifolia
Thunbergia oblongifolia är en akantusväxtart som beskrevs av Oliver. Thunbergia oblongifolia ingår i släktet thunbergior, och familjen akantusväxter. Inga underarter finns listade i Catalogue of Life.